# Овсієнко Іван Іванович
Іва́н Іва́нович Овсіє́нко (вересень 1901 , Поливанівка, Почино-Софіївська волость, Новомосковський повіт, Катеринославська губернія, Російська імперія  — 1971 , Харків, Харківська область, Українська РСР, СРСР ) — український радянський діяч, вчений-гігієніст, лікар, народний комісар охорони здоров'я УРСР. Кандидат у члени ЦК КП(б)У (травень 1940 — січень 1949). Депутат Верховної Ради УРСР 1-го скликання (1938–1947). Кандидат медичних наук (1946), професор кафедри організації охорони здоров'я (1968), ректор Українського центрального інституту удосконалення лікарів (нині — Харківська медична академія післядипломної освіти МОЗ України) (1944–1971) .

## Біографія
Народився у вересні 1901 року в ролині селянина-бідняка в селі Поливанівка, тепер Магдалинівський район, Дніпропетровська область, Україна (за іншими даними — в Катеринославі, тепер Дніпро, Дніпропетровська область). Член ВКП(б) з 1928 року.
У 1929 році закінчив лікувальний факультет Дніпропетровського медичного інституту.
У 1929–1930 роках — санітарно-епідеміологічний інспектор Мелітопольської округи УСРР. З вересня 1930 року — аспірант кафедри гігієни Харківського медичного інституту. Навчався у видатного професора-гігієніста О. М. Марзєєва .
У 1935–1937 роках — заступник директора і завідувач відділу комунальної гігієни Українського центрального інституту комунальної гігієни у Харкові (нині Інститут громадського здоров'я ім. О. М. Марзєєва НАМН України, м. Київ). З вересня 1937 року — інструктор відділу науки ЦК КП(б)У.
З квітня 1938 – 7 лютого 1944 року — народний комісар охорони здоров'я Української РСР (міністр).
26 червня 1938 року обраний депутатом Верховної Ради УРСР 1-го скликання по Зміївській виборчій окрузі № 248 Харківської області. Іван Овсієнко неодноразово обирався депутатом Харківської міської Ради депутатів трудящих .
Під час німецько-радянської війни — уповноважений санітарного управління Південного і Південно-Західного фронтів. Очолив роботу по організації забезпечення медико-санітарної допомоги Червоній армії, партизанам, цивільному населенню, керував евакуацією санітарних установ на ділянках фронтових дій, в подальшому — відродженням мережі лікувальних закладів України, зруйнованої під час війни.
У 1944–1971 рр. — директор Українського центрального інституту удосконалення лікарів в м. Харків.
У 1946 році захистив дисертацію на здобуття наукового ступеня кандидата медичних наук, у 1968 р. йому прсвоєно вчене звання професора по кафедрі організації охорони здоров'я .
Іван Овсієнко помер у 1971 році в Харкові.

## Наукова та педагогічна робота
Вченим розроблено методики санітарно-демографічного опису лікарської ділянки, обстеження та аналізу діяльності медико-санітарних установ. Низка наукових праць Івана Овсієнка присвячена історії розвитку вищих медичних та наукових установ України та підготовці лікарських кадрів.
Внаслідок діяльності І. Овсієнка поширилась робота з підготовки лікарів-фахівців та підвищення кваліфікації лікарів загального профілю у міських та сільських районах (1946–1953). Організовано хірургічні, терапевтичні, пологові, інфекційні відділення та дитячі палати в сільських районних лікарнях.
Професор сприяв створенню нових кафедр в Українському інституті удосконалення лікарів: відкрито першу в Україні та другу в СРСР кафедру ендокринології (1949); введено курс психотерапії та психопрофілактики при кафедрі клінічної неврології (1958); створено першу в CРCР самостійну кафедру психотерапії та психопрофілактики (засновник — професор І. З. Bельвівський) (1962); розпочала роботу одна з перших в країні кафедра торакальної хірургії та анестезіології, пізніше кафедра торакоабдомінальної хірургії (засновник — професор О. О. Шалімов) (1959). За перші роки керування І. Овсієнка кількість кафедр в інституті зросла майже вдвічі.
Іван Овсієнко поширив навчальну діяльність, наукову роботу та підготовку науково-викладацьких кадрів в аспірантурі та клінічній ординатурі Українського інституту удосконалення лікарів. Під його керівництвом проводилась підготовка аспірантів із соціальної гігієни та організації охорони здоров'я .

## Нагороди
- три ордени Трудового Червоного Прапора
- орден Червоної Зірки
- медалі